# VfB Nürnberg
Der VfB Nürnberg war ein Sportverein aus Nürnberg. Die erste Fußballmannschaft spielte vier Jahre in der seinerzeit erstklassigen Ostkreisliga.

## Geschichte
Der Verein entstand im Jahre 1911 durch die Fusion des FC Noris Nürnberg mit dem FC Franken Nürnberg und dem FC Vorwärts Nürnberg. Erfolgreichster Stammverein war der FC Noris Nürnberg, der aus der Fußballabteilung des MTV Nürnberg entstanden war und bereits mehrere Jahre in der Ostkreisliga gespielt hatte. Gleich in der ersten Saison nach der Fusion stieg der VfB ab und schaffte den sofortigen Wiederaufstieg. 
1913 trat auch der 1904 gegründete FC Concordia Nürnberg dem Verein bei. Bis ins Jahr 1920 hielten die sich die Nürnberger in der höchsten Spielklasse, ehe sie in unteren Spielklassen verschwanden. Im Jahre 1962 fusionierte der VfB Nürnberg mit dem FC Langwasser zum VfL Nürnberg.